# أشباح المريخ (فلم)
أشباح المريخ (بالإنجليزية: Ghosts of Mars) هو فيلم حركة ورعب وخيال علمي تم انتاجه في الولايات المتحدة وصدر سنة 2001 بطولة ناتاشا هينستريدج وجيسون ستاثام وآيس كيوب.

## القصة
- يحتاج البشر الذين يعيشون في مستعمرات على سطح كوكب المريخ لإنقاذ بعدما سيطرت اشباح المريخ على الكوكب

## الميزانية والإيرادات
كلف الفيلم 28 مليون دولار وحقق ارباح تقدر بـ 14 مليون دولار.

## وصلات خارجية
- مقالات تستعمل روابط فنية بلا صلة مع ويكي بيانات

أشباح المريخ على IMDb
أشباح المريخ على Rotten Tomatos
أشباح المريخ على Metacritic
أشباح المريخ على AllMovie